# V Ljubljano
"V Ljubljano" (alt. naslov: "Naš mali avto") je skladba Marjane Deržaj iz leta 1965, leto kasneje na extended playu. Avtor glasbe je Ati Soss, besedilo pa je napisala Svetlana Makarovič. 

## Slovenska popevka '65
Na Slovenski popevki '65 je Deržajeva z njo nastopila v Hali Tivoli. Čeprav ni osvojila nobene nagrade, je kljub temu postala zimzelena. Neposredni televizijski in radijski prenos sta zaradi žalovanja.

## Snemanje
Zaigrano ob spremljavi ansambla Jožeta Privška. Skladba je bila izdana leta 1966 pri založbi PGP RTB, na extended play albumu Luči Ljubljane s štirimi različnimi skladbami in izvajalkami.

## Zasedba

### Produkcija
- Ati Soss – glasba, aranžma
- Svetlana Makarovič – besedilo

### Studijska izvedba
- Marjana Deržaj – vokal
- Jože Privšek – dirigent
- Ansambel Jožeta Privška – spremljava

## Videospot
Obstajata dva videospota, oba posneta v črno-beli tehniki. V enem Deržajeva sama sedi v avtu ter prepeva. V drugem spotu ob njej in moški spremljavi stojijo ob avtu in gredo vsi vanj.